# 두싯
두싯(태국어: ดุสิต, 영어: Dusit District)은 태국 방콕의 50개 구(켓) 중 하나이다.
국회와 두싯궁전이 모두 이 지역에 있기 때문에 두싯은 이 나라의 행정 중심지로, 여러 부처가 그러하다. 래차담노엔 거리(말 그대로 '여행을 위한 왕족의 길')를 통해 라타나코신섬과 연결되어 있다.
이웃 지역은 북쪽에서 시계방향으로, 방쓰, 파야타이, 랏차테위, 빠툼완, 뽑쁘랍 쌋뜨루 파이, 프라나콘, 짜오프라야강 건너 방플랏 구가 있다.

## 역사
두싯은 라타나코신섬의 경계에서 벗어나고자 했던 쭐랄롱꼰 왕이 세운 지역이다. 왕은 1890년대에 두싯 궁전이라고 불리는 새로운 궁전을 구내에 건설하는 것으로 시작했는데, 서서히 많은 새로운 거처와 저택들을 두싯 내에 추가했다. 여기에는 1900년에 완전히 티크를 벗어나 지어진 '비만멕 저택'이 포함되었고, 짧은 기간 동안 왕궁으로 사용되었으나 1908년에 버려졌다. 1992년에 재건된 이곳은 2018년에 문을 닫기 전까지 주요 관광 명소였다. 암폰 사탄 주거지는 1906년에 완공되어 왕의 주요 주거 궁전이 되었다. 방콕 왕궁과 두싯 궁전을 잇는 오솔길은 결국 래차담노엔 거리가 되었다.
두싯 궁전과 래차담노엔 거리의 건설은 도시 성벽과 라따나꼬신 지역의 전통적인 경계선 밖으로 방콕의 확장을 허용하고 장려했다. 왕궁은 방콕을 북쪽으로 확장한 반면, 그 길은 더 큰 성장을 수용할 수 있었다.
치뜨랄다궁는 와치라웃 왕(라마 6세)에 의해 지어졌으며, 푸미폰 아둔야뎃 왕의 거주지였다. 궁전 주변의 큰 공원은 왕이 농업 연구를 위해 사용하였다.

## 건물
이 지역의 중요한 건물로는 아난타 사마쿰 스론 홀이 있는데, 이 홀은 쭐랄롱꼰 왕의 또 다른 전 거주지였으며, 후에 초대 국회의사당으로 사용되었다. 이탈리아의 건축가 아니베일 리고티와 마리오 타마그노가 1907-1915년에 건축하였다.
건물 옆에는 수안암폰 공원이 있고, 두싯 동물원 건너편에는 태국 최초의 동물원(2018년 9월 말 이후 빠툼타니로 이동)이 있다. 아난타 사마콤 스론 홀 앞 광활한 공간은 왕실 광장이다. 광장 중앙에는 쭐랄롱꼰 왕의 승마상이 있다. 수안암폰 공원과 왕실 광장에서 다양한 행사가 열린다. 매년 열리는 행사에는 방콕의 많은 대학들의 졸업하고, 3월 말에서 4월 첫째 주까지 9일 동안 열리는 적십자 박람회가 포함된다.
정부청사 등 중요한 행정과 관련된 곳도 두싯에 있다. 와수크리 피어 부두 근처에는 태국의 국립도서관이 있다. 또한 제1기병연대, 킹스 가드, 제4기병사단, 제1기병대, 제1기병대, 공군포병사단, 육군교통부, 육군령부, 육군령학습센터, 사령부, 총참모대, 그리고 일부 군사캠프가 주둔하고 있다. 항공공학국장과 같은 왕립 태국 공군(RTAF)도 두싯에 있으며 두싯는 "군사 구역"으로 알려져 왔다.

두싯 구(켓)의 지도

## 교통

### 기차
방콕 지하철의 방쓰 역은 방쓰 구의 극동 북동쪽 코너에 있는 두싯 구 밖 짧은 거리다.
SRT의 요마라트 철도 하트는 두싯과 라차테위 구의 경계에 있다.

### 수상 택시
두싯 구의 차오 프라야 익스프레스 보트 교각에는 테와스 피어, 페이랩 피어, 키악카이 피어 등이 있다.

## 행정구역
두싯 구는 5개의 행정구역이 있다.

## 사진

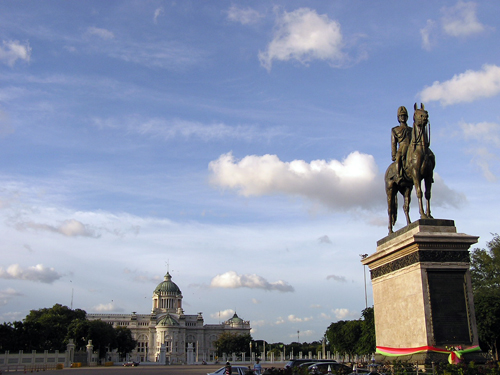
아난타 사마쿰 스론 홀 앞 쭐랄롱꼰 왕과 왕립광장의 승마 동상
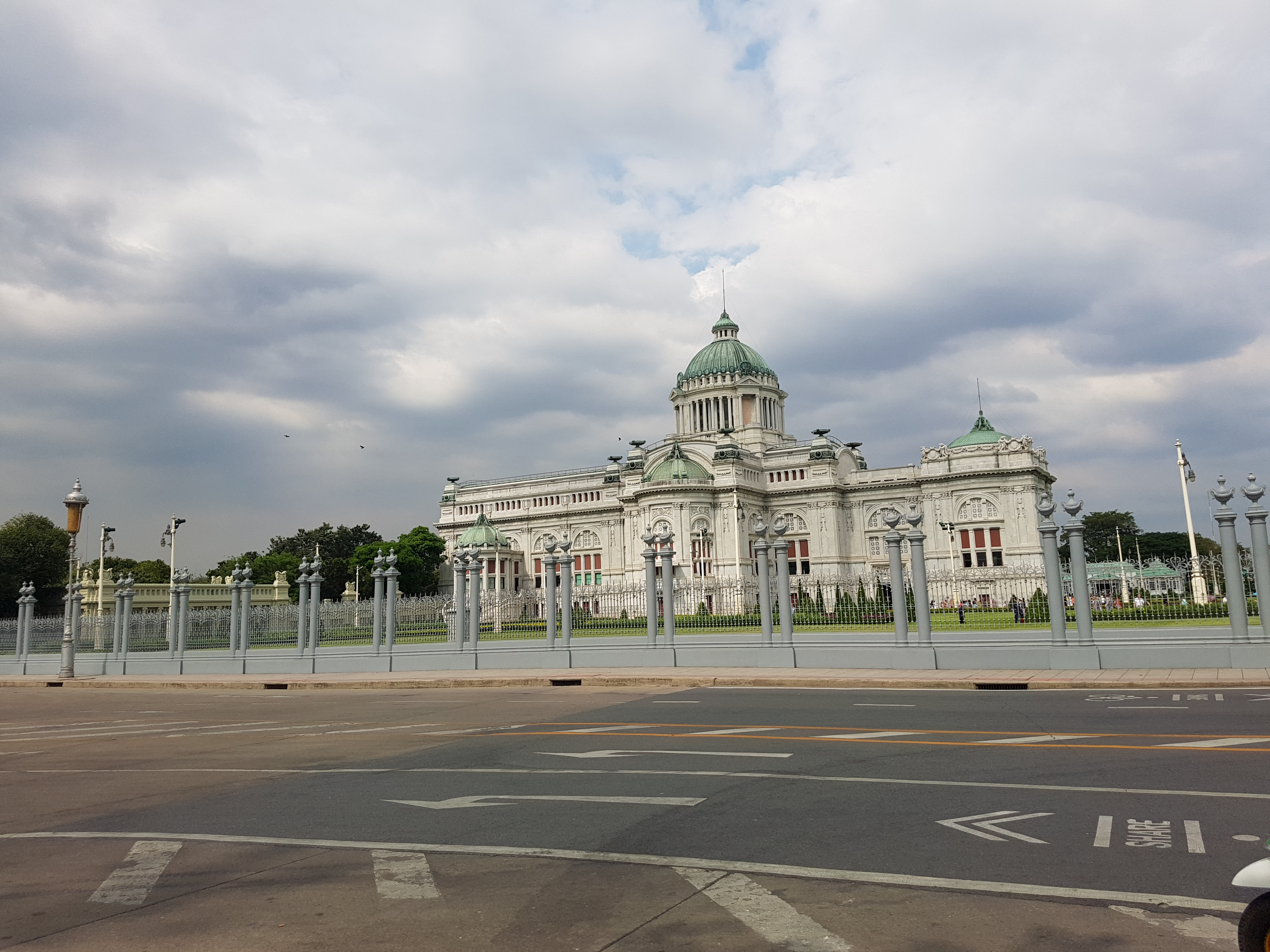
아난타 사마쿰 스론 홀 옆의 Uthong Nai 길
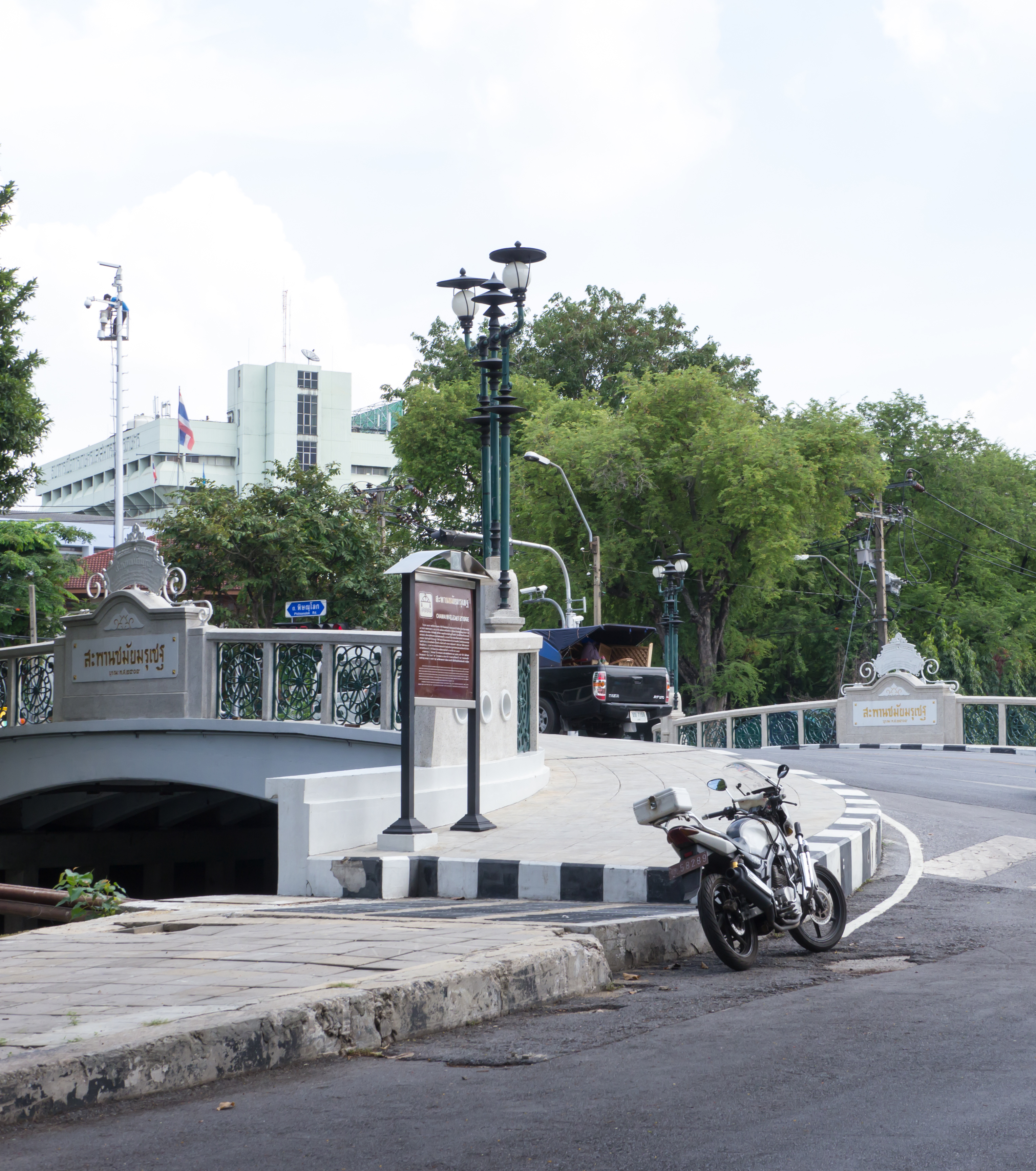
Chamai Maruchet 다리, 정부 홀 앞 Khlong Prem Prachakon을 건너
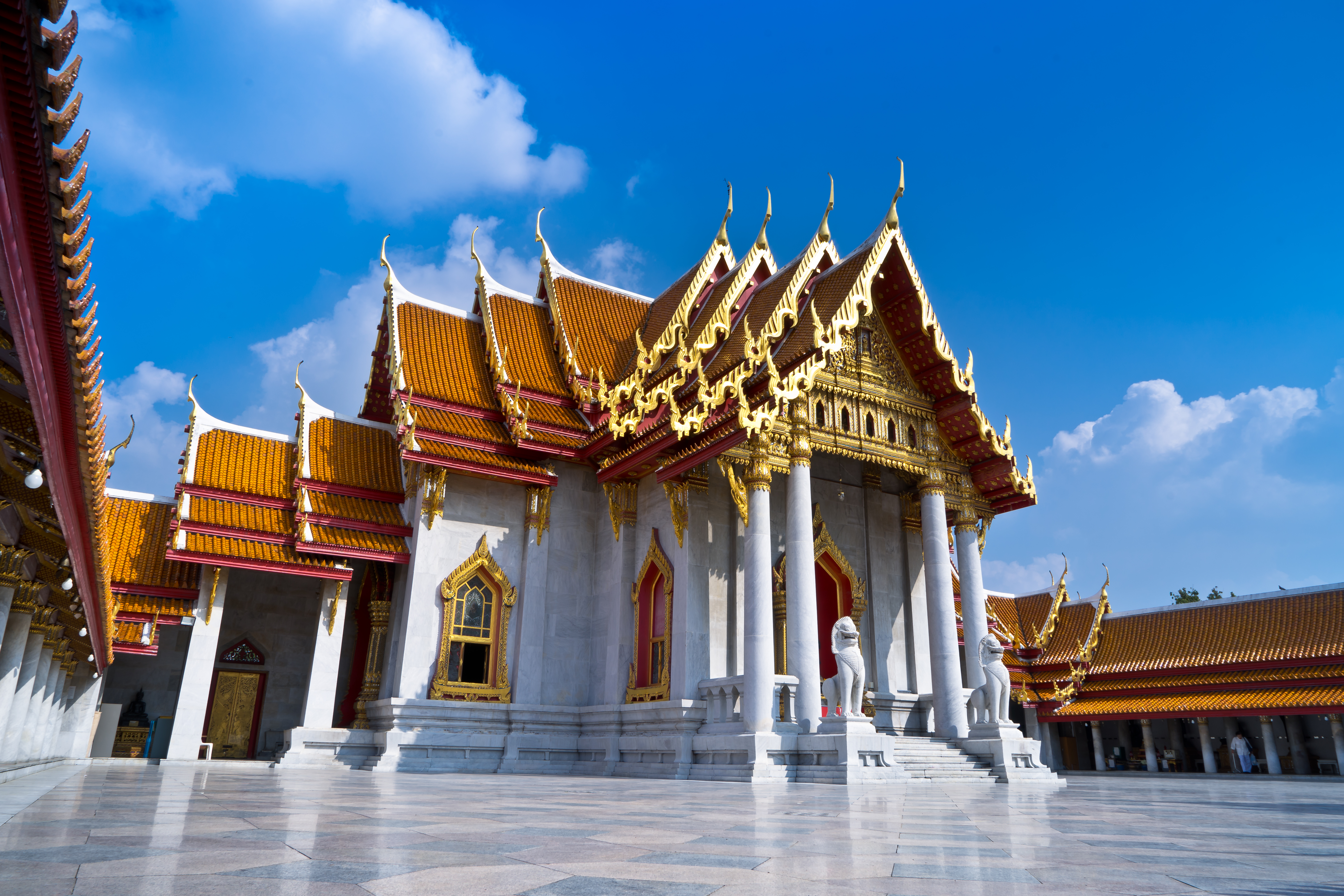
대리석 사원
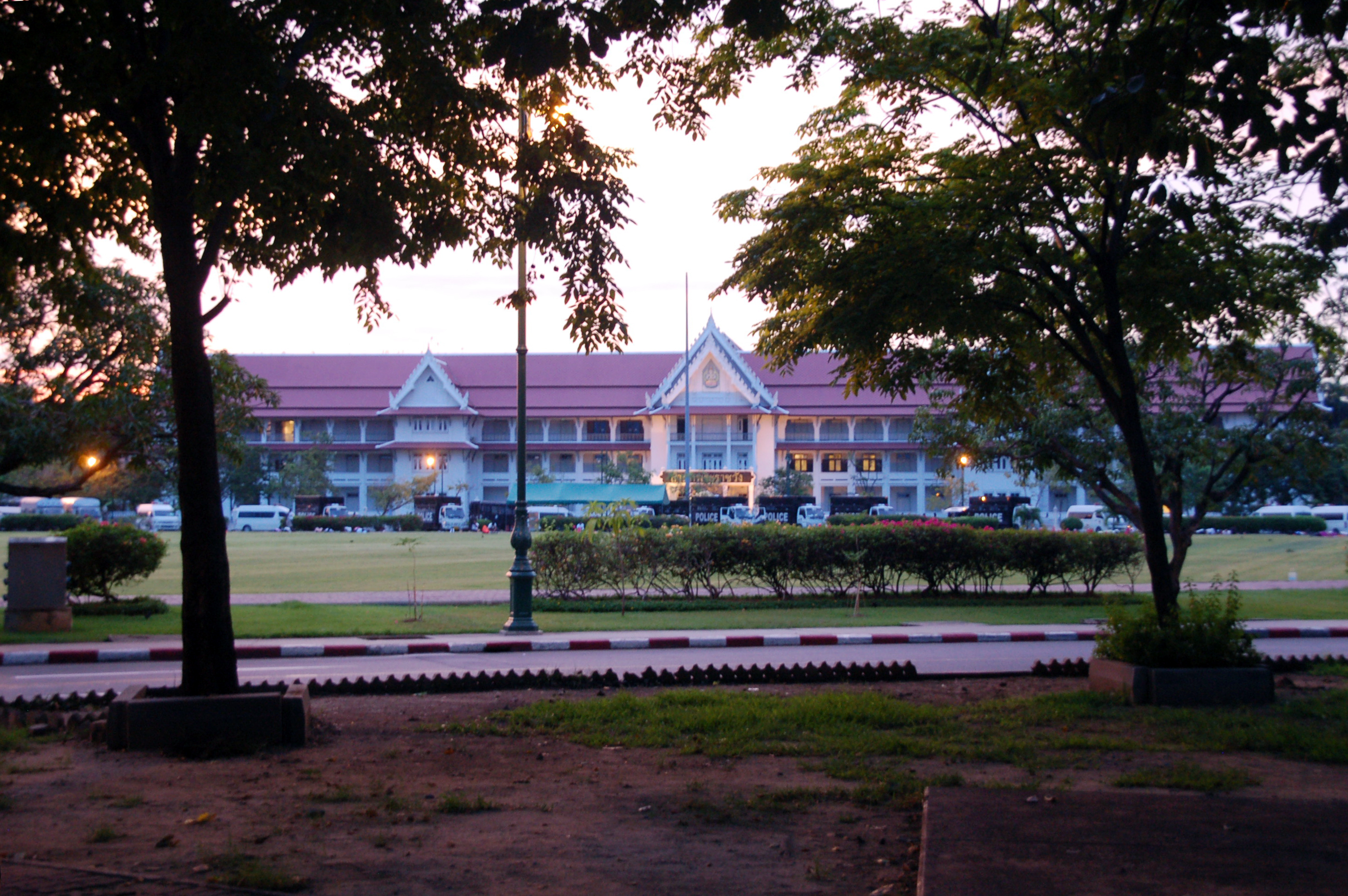
왕실 사무소 왕실 광장 옆
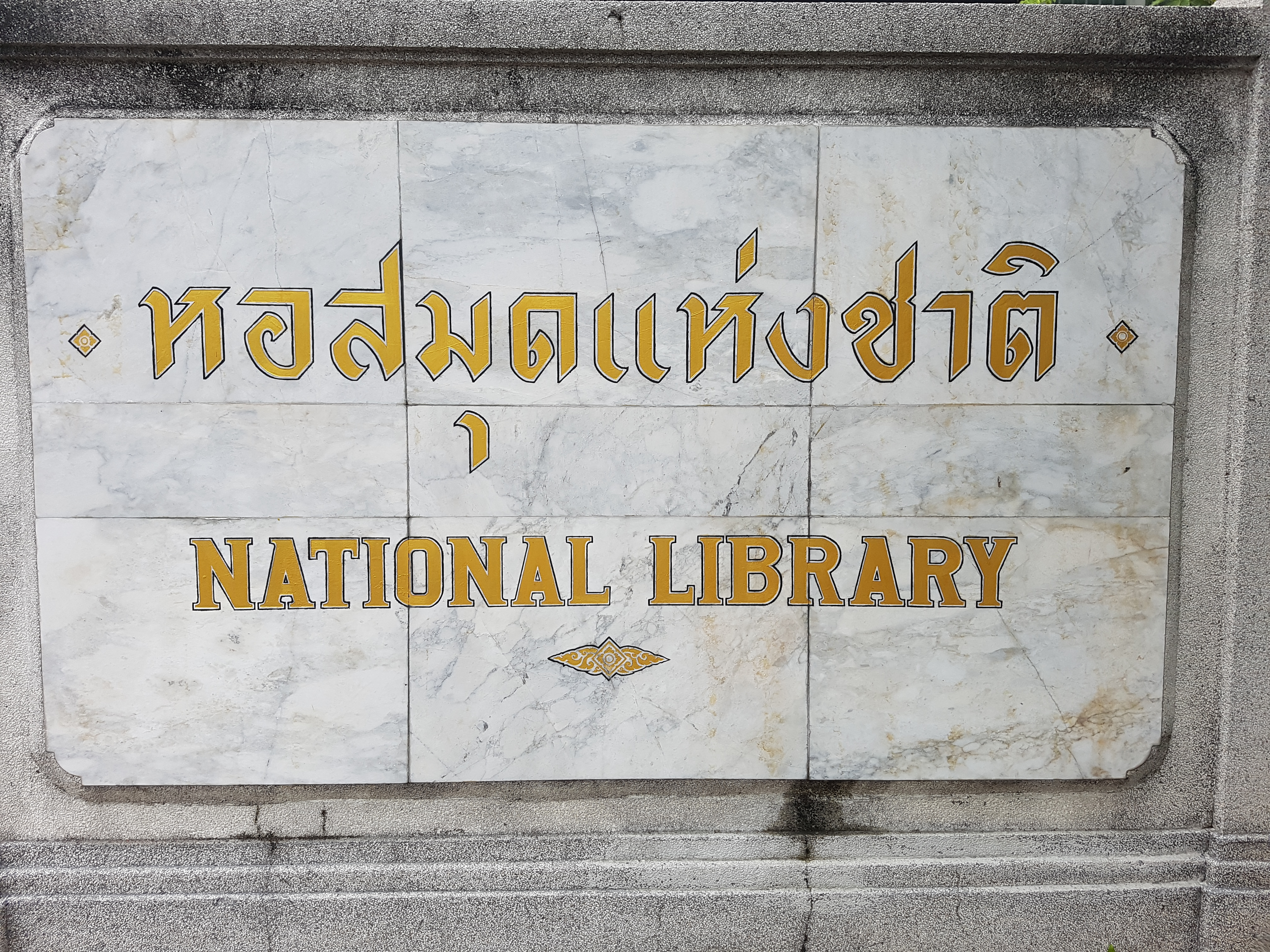
태국의 국립 도서관, 샘 센 도로
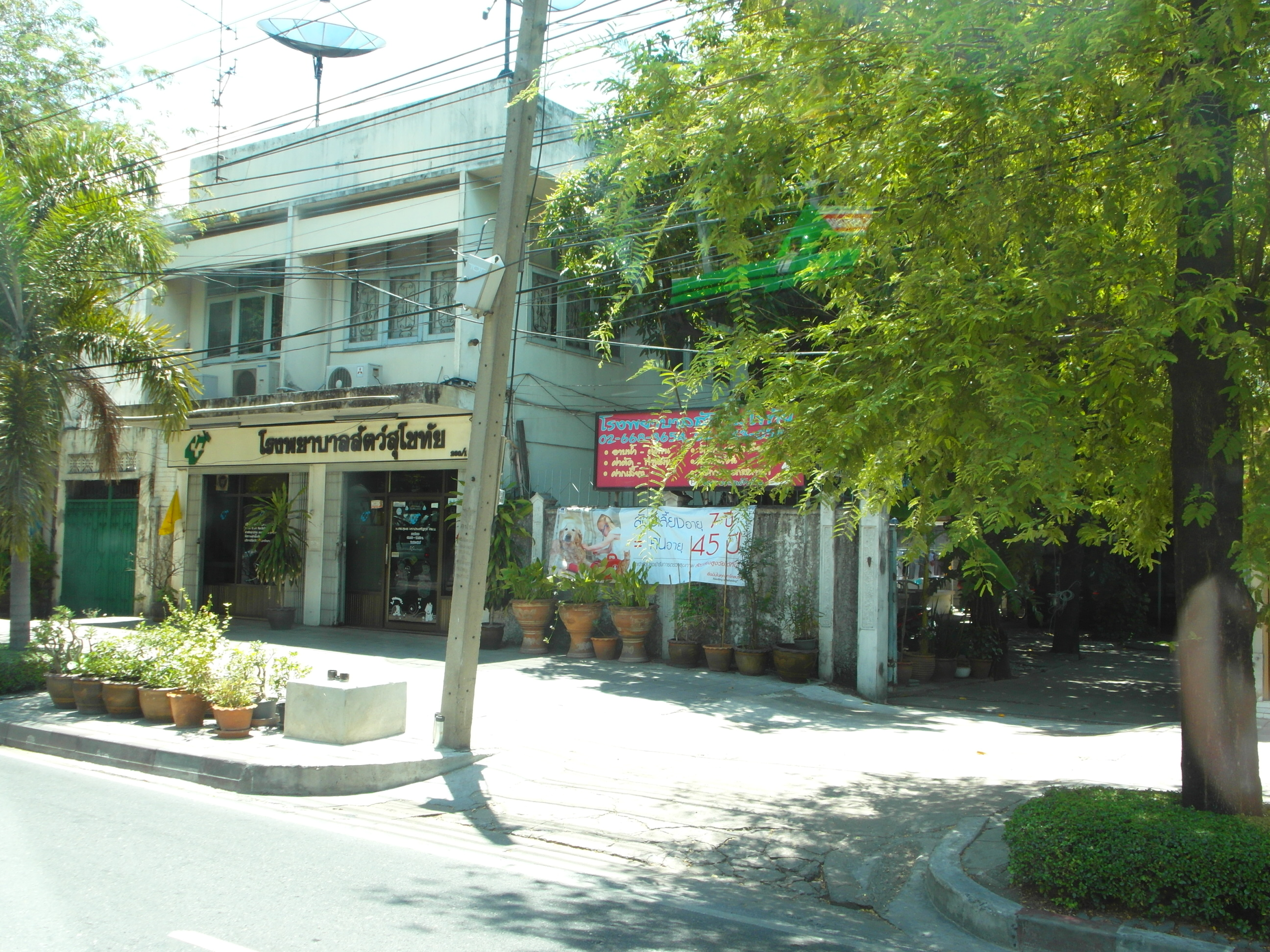
치뜨랄다궁 맞은 편 수의학 병원
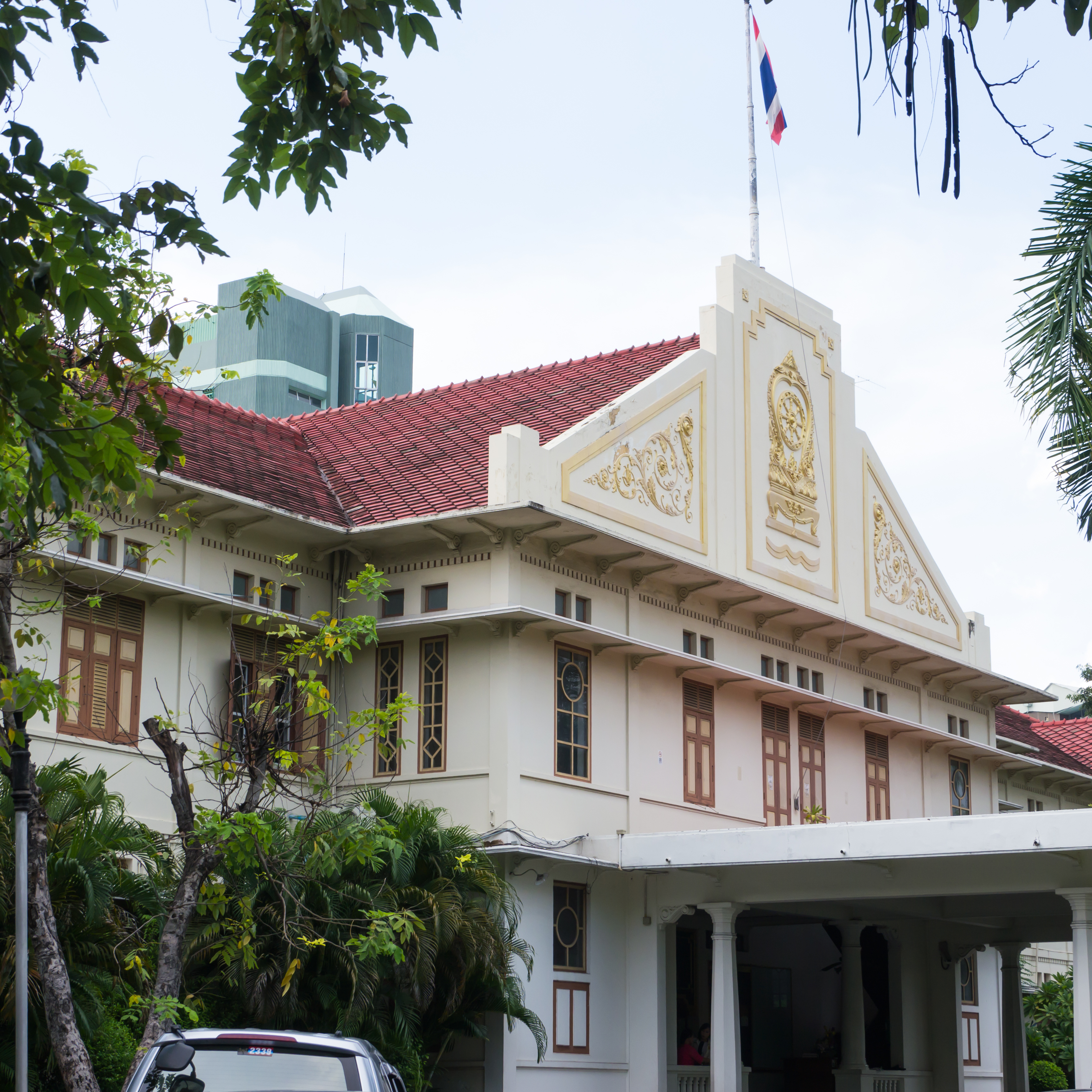
태국 교육부
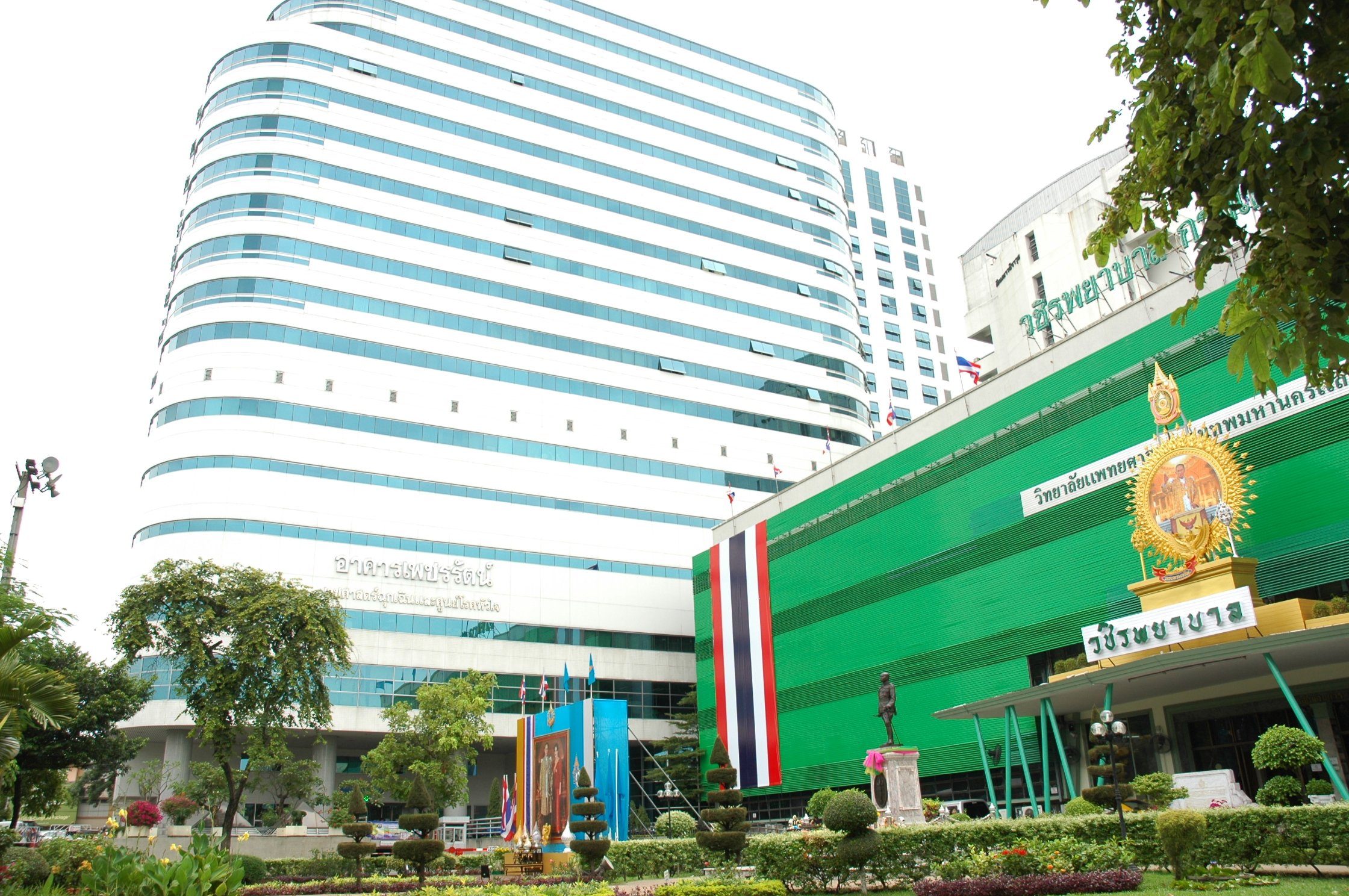
바지 라 공립 병원